# Walter Schmald
Walter Schmald  (geboren am 21. August 1917 in Sankt Vith; gestorben am 22. August 1944 in Lascaux) war Mitglied des Sicherheitsdienstes und beteiligte sich am Massaker von Tulle, das am 9. Juni 1944 von Mitgliedern der SS-Verfügungsdivision „Das Reich“ verübt wurde. Er war für die Auswahl der zum Erhängen bestimmten zivilen Opfer verantwortlich. Er war Mitglied der Geheimen Staatspolizei.

## Biografie
Walter Schmald wurde im zur Rheinprovinz gehörenden Kreis Malmedy in eine deutsch-belgische Familie geboren und wuchs zweisprachig auf. Er studierte am Athénée Royal de Malmédy, bevor er zur Geheimen Staatspolizei eingezogen wurde.
Beim Massaker von Tulle war er hauptverantwortlich für die Auswahl der zum Tode verurteilten Gefangenen, die ohne Verhör und auf Grundlage von Hinweisen auf eine Mitgliedschaft im Maquis erfolgte. 99 Männer wurden daraufhin im Dorf aufgehängt.
Den Kämpfen der von Jacques Chapou angeführten Résistance zur Befreiung von Tulle am 7. und 8. Juni 1944 entkam er, indem er sich in einen Keller flüchtete.
Er wurde noch im gleichen Jahr von der Armée secrète gefangen genommen und im August 1944 in der Nähe von Brive-la-Gaillarde erschossen.